# El Salvador (kommun)
El Salvador är en kommun i Mexiko.   Den ligger i delstaten Zacatecas, i den centrala delen av landet, 600 km norr om huvudstaden Mexico City.
Följande samhällen finns i El Salvador:
- Clavellinas